# Mike Losch
Mike Losch (* 24. August 1974 in Berlin) ist ein ehemaliger deutscher Eishockeyspieler, der zuletzt beim EHV Schönheide 09 in der Oberliga Ost unter Vertrag stand. Losch ist Linksschütze und agierte als Stürmer.

## Karriere
Mike Losch stammt aus dem Nachwuchs des SC Dynamo Berlin, wo er Anfang der 1990er Jahre gemeinsam mit Sven Felski als großes Talent den Weg in die erste Mannschaft der Eisbären Berlin fand. Insgesamt absolvierte Losch 108 Partien in der höchsten deutschen Eishockeyspielklasse, erzielte dort acht Tore und gab zwölf Vorlagen.
1996 wechselte er zum ETC Crimmitschau. In der Saison 2000/01 wurde Mike Losch bereits nach 19 Saisonspielen durch eine schwere Schulterverletzung außer Gefecht gesetzt. Sein Comeback feierte er ein Jahr später in der 2. Eishockey-Bundesliga, wo er mit 24 Toren bester ETC-Torschütze wurde.
Nach acht Spielzeiten in Crimmitschau heuerte er 2004 beim erzgebirgischen Nachbarclub EHV Schönheide an, wo er bis 2009 zu den Leistungsträgern im Team gehörte und als bester Torschütze (57 Tore) Regionalligameister Nord/Ost 2008 mit dem EHV Schönheide wurde. In der Saison 2008/09 fungierte er als Mannschaftskapitän. Besonders durch seine schnelle und technisch orientierte Spielweise wurde er in Crimmitschau und Schönheide ein Publikumsliebling.
Nach der Insolvenz des EHV Schönheide im April 2009 wechselte Losch zum Lokalrivalen und Ligakonkurrenten, den „Wild Boys“ aus Chemnitz. In den beiden Spielzeiten 2009 bis 2011 absolvierte der Stürmer 48 Pflichtspiele, in denen er 66 Scorerpunkte (28 Tore, 38 Assists) für die Wild Boys Chemnitz erzielte.
Vor der Saison 2011/12 wechselte er von den Wild Boys Chemnitz zurück nach Schönheide. Eigentlich schon als feste Größe bei den Küchwaldern vermeldet, bewogen den gebürtigen Berliner letztendlich persönliche und berufliche Gründe, seinen Kontrakt mit Chemnitz wieder aufzulösen und an seine „alte“ Wirkungsstätte ins Erzgebirge zurückzukehren. In seiner 6. Spielzeit bei den Schönheider Wölfen wurden diese Pokalsieger der Oberliga Ost 2012, wo er als bester Stürmer (18 Tore) und Topscorer der Pokalrunde Oberliga Ost 2011/12 (35 Pkt. 18 Tore, 17 Assists) großen Anteil hatte. In der Oberliga Ost Saison 2012/2013 erhielt der Routinier die Auszeichnung als Spieler mit den „härtesten Schlagschuss“ der Liga. 
Aus beruflichen Gründen beendete Mike Losch im August 2014 seine erfolgreiche Profi- und Amateurlaufbahn. Er war insgesamt acht Spielzeiten in Schönheide aktiv und absolvierte dabei 280 Pflichtspiele, in denen er 224 Tore und 233 Assists für sich verbuchen konnte. Nur in den Jahren 2009 bis 2011 ging er für den Ligakonkurrenten Chemnitz aufs Eis. Beim ETC Crimmitschau war er ebenfalls acht Spielzeiten aktiv, allerdings ohne Unterbrechung. Im Jahr 2004 aus dem Profilager des Zweitligisten ETC Crimmitschau ins Erzgebirge gewechselt, hatte er maßgeblichen Anteil an der damaligen Neuausrichtung und Weiterentwicklung des Schönheider Eishockeysports.

### International
Als deutscher Nationalspieler nahm Mike Losch an den Junioren-Weltmeisterschaften von 1993 und 1994 in der Nachwuchsauswahl für Deutschland teil.

### Privat
Mike Losch ist Vater zweier Kinder und lebt in Crimmitschau, wo er selbstständiger Personal Trainer sowie Kursleiter in einem Vital Center ist.

## Spielerstatistik
| 1990/91 | SC Dynamo Berlin   | Junioren (U20) | 3   | 1   | 1   | 2   | 0   | –   | –   | –  | –   | –  |
| 1991/92 | SC Dynamo Berlin   | Junioren (U20) | 19  | 11  | 4   | 15  | 16  | –   | –   | –  | –   | –  |
| 1992/93 | Eisbären Berlin    | Junioren (U20) | 31  | 23  | 23  | 46  | 48  | –   | –   | –  | –   | –  |
| 1993/94 | Eisbären Berlin    | Junioren (U20) | 10  | 7   | 4   | 11  | 18  | –   | –   | –  | –   | –  |
| 1993/94 | Eisbären Berlin    | 1. BL          | 29  | 0   | 1   | 1   | 2   | 4   | 0   | 1  | 1   | 0  |
| 1994/95 | Eisbären Berlin    | DEL            | 36  | 6   | 3   | 9   | 10  | –   | –   | –  | –   | –  |
| 1995/96 | Eisbären Berlin    | DEL            | 39  | 2   | 7   | 9   | 19  | –   | –   | –  | –   | –  |
| 1995/96 | Quad City Mallards | CoHL           | 1   | 0   | 0   | 0   | 0   | –   | –   | –  | –   | –  |
| 1996/97 | ETC Crimmitschau   | 1. LS          | 51  | 15  | 10  | 25  | 32  | –   | –   | –  | –   | –  |
| 1997/98 | ETC Crimmitschau   | 1. LS          | 46  | 12  | 10  | 22  | 26  | –   | –   | –  | –   | –  |
| 1998/99 | ETC Crimmitschau   | 1. LS          | 58  | 15  | 24  | 39  | 24  | –   | –   | –  | –   | –  |
| 1999/00 | ETC Crimmitschau   | OLS            | 41  | 17  | 14  | 31  | 18  | –   | –   | –  | –   | –  |
| 2000/01 | ETC Crimmitschau   | OLS            | 19  | 5   | 5   | 10  | 16  | –   | –   | –  | –   | –  |
| 2001/02 | ETC Crimmitschau   | 2. BL          | 54  | 24  | 19  | 43  | 26  | –   | –   | –  | –   | –  |
| 2002/03 | ETC Crimmitschau   | 2. BL          | 46  | 9   | 3   | 12  | 66  | 4   | 1   | 0  | 1   | 2  |
| 2003/04 | ETC Crimmitschau   | 2. BL          | 34  | 2   | 6   | 8   | 0   | 8   | 4   | 2  | 6   | 6  |
| 2004/05 | EHV Schönheide     | RLO            | 12  | 14  | 15  | 29  | –   | 20  | 20  | 23 | 43  | 38 |
| 2005/06 | EHV Schönheide     | RLNO           | 22  | 7   | 12  | 19  | –   | 25  | 13  | 14 | 27  | –  |
| 2006/07 | EHV Schönheide     | RLNO           | 48  | 25  | 22  | 47  | –   | –   | –   | –  | –   | –  |
| 2007/08 | EHV Schönheide     | RLNO           | 10  | 27  | 12  | 39  | –   | 18  | 30  | 15 | 45  | –  |
| 2008/09 | EHV Schönheide     | RLO            | 18  | 11  | 18  | 29  | 40  | 3   | 2   | 1  | 3   | 4  |
| 2009/10 | ERV Chemnitz 07    | RLO            | 15  | 7   | 15  | 22  | 35  | –   | –   | –  | –   | –  |
| 2010/11 | ERV Chemnitz 07    | OLO            | 27  | 18  | 19  | 37  | 79  | 6   | 3   | 3  | 6   | -  |
| 2011/12 | EHV Schönheide 09  | OLO            | 27  | 29  | 26  | 55  | 28  | 10  | 18  | 17 | 35  | 4  |
| 2012/13 | EHV Schönheide 09  | OLO            | 25  | 11  | 23  | 34  | 16  | 10  | 6   | 8  | 14  | 2  |
| 2013/14 | EHV Schönheide 09  | OLO            | 26  | 9   | 26  | 35  | 22  | 6   | 3   | 1  | 4   | 18 |
| Gesamt  | Gesamt             | Gesamt         | 750 | 298 | 322 | 620 | 540 | 114 | 100 | 85 | 185 | 74 |

(Legende zur Spielerstatistik: Sp oder GP = absolvierte Spiele; T oder G = erzielte Tore; V oder A = erzielte Assists; Pkt oder Pts = erzielte Scorerpunkte; SM oder PIM = erhaltene Strafminuten; +/− = Plus/Minus-Bilanz; PP = erzielte Überzahltore; SH = erzielte Unterzahltore; GW = erzielte Siegtore; 1 Play-downs/Relegation; Kursiv: Statistik nicht vollständig)

## Erfolge und Auszeichnungen
- Meister Oberliga Süd 2000 mit dem ETC Crimmitschau
- Bester Torschütze beim ETC Crimmitschau (24 Tore, Saison 2001/02)
- Bester Torschütze Regionalliga Nord/Ost (57 Tore, Saison 2007/08)
- Regionalligameister Nord/Ost 2008 mit dem EHV Schönheide (Saison 2007/08)
- Bester Torschütze Pokalrunde Oberliga Ost (18 Tore, Saison 2011/12)[11]
- Top-Scorer Pokalrunde Oberliga Ost (35 Pkt. 18 Tore, 17 Vorlagen, Saison 2011/12)[11]
- Pokalsieger Oberliga Ost 2012 mit dem EHV Schönheide 09[14]
- Spieler mit dem härtesten Schlagschuss der Oberliga Ost 2013[15]